# Јохан Урбанек
Јохан Урбанек (10. октобар 1910. — 7. јул 2000) био је аустријски фудбалски везни фудбалер који је играо за Аустрију на Светском првенству у фудбалу 1934. године. Касније је одиграо једну утакмицу за Немачку током Другог светског рата . Играо је и за ФК Аустрија Беч.